# 雙色黃鱔
雙色黃鱔為輻鰭魚綱合鰓目合鰓魚科的其中一種，分布於越南的淡水流域，棲息在底層水域，雄魚會築巢。
种名 bicolor 意为“二色的”。